# Schizmohetera sketi
Schizmohetera sketi är en mångfotingart som beskrevs av Mrsic 1987. Schizmohetera sketi ingår i släktet Schizmohetera och familjen Neoatractosomatidae. Inga underarter finns listade i Catalogue of Life.